# Music Awards Ceremony 2019.
Music Awards Ceremony 2019, скраћено МАС 2019, била је прва свечана додела Скајмјузикових награда за достигнућа у музичкој индустрији на подручју некадашње Југославије од 1. јануара 2017. до 30. августа 2018. године. Манифестација је одржана 29. јануара 2019. године у Београду, у Штарк арени. Додељено је 18 награда које су додељиване на основу оцене публике и радио станица (13) и на основу одлуке самих организатора (5).

## Добитници и номинације
- Реф:[1]

### Категорије засноване на оцени публике и радио станица
| Поп нумера мушког извођача (саопштиле Невена Божовић и Каролина Гочева) | Поп нумера женског извођача (саопштили Жељко Самарџић и Кнез) |
| --- | --- |
| - Жељко Јоксимовић – Милиметар (према оцени публике) - Петар Грашо – Ако те питају (према оцени радио станица) - Саша Ковачевић – Без тебе ме нема - Сергеј Ћетковић – Истине и лажи - Тони Цетински – Генерал без чинова - Здравко Чолић – Ничег није било                                                                          | - Јелена Розга – Узмем колико ми даш (према оцени публике) - Александра Радовић – Љубави моја (према оцени радио станица) - Емина Јаховић – Друга - Јелена Томашевић – Добро јутро љубави - Марија Шерифовић – Није љубав то - Северина – Као  |
| Поп нумера бенда (саопштиле Марија Шерифовић и Ивана Петерс) | Електро и алтернативна поп нумера (саопштиле Јелена Гавриловић и Јелена Вељача) |
| - Тропико бенд – Ако ти је до мене (према оцени публике) - Лексингтон бенд – Босанка (према оцени радио станица) - Бане Лалић и МВП – Љуља се брод - Eye Cue – Мој крал - Неверне бебе – Дориа - Учитељице – Капетане хвала | - Ниплпипл – Никада (према оцени публике) - Невена Божовић – Јасно ми је (према оцени радио станица) - Дубиоза колектив – Ријалити - Irie FM – Путеви - Сара Јо – Немам времена за то - Sarah Mace - Небо                                      |
| Колаборација (саопштили Лена Ковачевић и Сергеј Ћетковић) | Рок нумера (саопштили Анђелка Прпић и Масимо Савић) |
| - Јелена Карлеуша и Аца Лукас – Банкина (према оцени публике) - Емина Јаховић и Жељко Јоксимовић – Два авиона (према оцени радио станица) - Ђанс, Young Palk и Ем-си Стојан – Burj Khalifa - Емина Јаховић и Милица Тодоровић – Лимунада - Маја Беровић и Буба Корели – Право време - Милан Станковић, Џала Брат и Буба Корели – Его | - Бајага и инструктори – Било би лако (према оцени публике) - Парни ваљак – Вријеме (према оцени радио станица) - Funk Shui – Виулица - Миле Кекин – Рено 4 - Рибља чорба – Да тебе није - Забрањено пушење – Нова година                      |
| Модерна денс нумера (саопштили Сара Јо и Сале Тропико) | Етно и ворлд мјузик нумера (саопштили Данијела и Стефан Бузуровић) |
| - Раста - Адио аморе (према оцени публике) - Магла бенд – Само се ноћас појави (према оцени радио станица) - Буба Корели – Баленсијага - Маја Беровић – Нека ствар - Милан Станковић – Транс - Николија – Нема лимита | - Каролина Гочева – Ти не дојде (према оцени публике) - Сања Илић и Балканика - Нова деца (према оцени радио станица) - Биља Крстић и Бистрик – Ionae ionae - Божо Врећо – Елма - Марко Луис – Еуридика - Некст Тајм – Слушам кај шумат шумите |
| Модерна и традиционална фолк нумера (саопштили Милица Тодоровић и Бојан Лексингтон) | Хип-хоп и реп нумера (саопштио Галеб Никачевић) |
| - Милица Павловић – Оперисан од љубави (према оцени публике) - Ацо Пејовић – Фатална доза (према оцени радио станица) - Адил – Веруј у нас - Лапсус бенд – Фолираш - Лепа Брена – Срећна жена - Саша Матић - Све би ја и ти | - Сенида – Слађана (према оцени публике) - Ху си - Насеље (према оцени радио станица) - Београдски синдикат – Неуништиви/Мозак - Фокс – Fuccboi - Мими Мерцедес – Финансијски фетиш - Суријал – Хоћу с тобом да се смувам                      |
| Нови извођач (саопштила Бојана Стаменов) | Музички видео (саопштила Сања Кужет) |
| - Марија Жежељ (према оцени публике) - Анастасија Ражнатовић - Бојана Вунтуришевић - Кија Коцкар - Лина Пејовска - Марко Кутлић | - Емина Јаховић и Милица Тодоровић – Лимунада (према оцени публике) - Лепа Брена – Срећна жена - Марија Шерифовић – 11 - Милан Станковић – Транс - Сара Јо – Лава - Саша Ковачевић – Без тебе ме нема                                          |
| Концерт (саопштила Николина Пишек) | |
| - Аца Лукас – Штарк арена (29. април 2017) (према оцени публике) - Дубиоза колектив – Ташмајдан (30. јун 2017) - Ђорђе Балашевић – Штарк арена (30. децембар 2017) - Марија Шерифовић – Штарк арена (24. мај 2017) - Саша Матић - Штарк арена (8. март 2017) - Жељко Јоксимовић – Сава центар (1. децембар 2017)                     | |

### Категорије засноване на одлуци фестивала
| Поп певач године (саопштила Наташа Беквалац) | Поп певачица године (саопштио Петар Грашо) |
| -------------------------------------------- | ------------------------------------------ |
| - Тони Цетински                              | - Марија Шерифовић                         |
| Афирмација музике региона                    | Афирмација музике региона                  |
| - Жељко Самарџић                             | - Егзит фестивал                           |
| Golden MAC (Златни Мек)                      |                                            |
| - Стјепан Хаусер                             |                                            |